# Lacrymaria lacrymabunda
Lacrymaria lacrymabunda es una especie de hongo en la familia Psathyrellaceae. Se le encuentra en América del Norte, América Central, Europa, norte de Asia, y Nueva Zelanda, donde crece en sitios no perturbados en bosques, jardines y parques. A pesar de que a veces se indica que la especie es comestible, algunas personas han experimentado molestias estomacales luego de su ingesta.
Sus esporas son negro azabache, muy ornamentadas; es de una consistencia frágil y quebradiza.